# Szentpéterszeg
Szentpéterszeg ist eine ungarische Gemeinde im Kreis Berettyóújfalu im Komitat Hajdú-Bihar.

## Geografie
Szentpéterszeg liegt im östlichen Teil Ungarns. Durch die Gemeinde fließt der Fluss Berettyó sowie der Kék-Kálló, der auch teilweise als natürlich Gemeindegrenze dient.
Szentpéterszeg grenzt an folgende Gemeinden:
| Tépe           | Derecske                                    | Konyár   |
| Berettyóújfalu | Kompassrose, die auf Nachbargemeinden zeigt | Gáborján |
|                | Váncsod                                     |          |

## Geschichte
Im Jahr 1913 gab es in der damaligen Großgemeinde 365 Häuser und 1806 Einwohner auf einer Fläche von 4361 Katastraljochen. Sie gehörte zu dieser Zeit zum Bezirk Berettyóújfalu im Komitat Bihar.

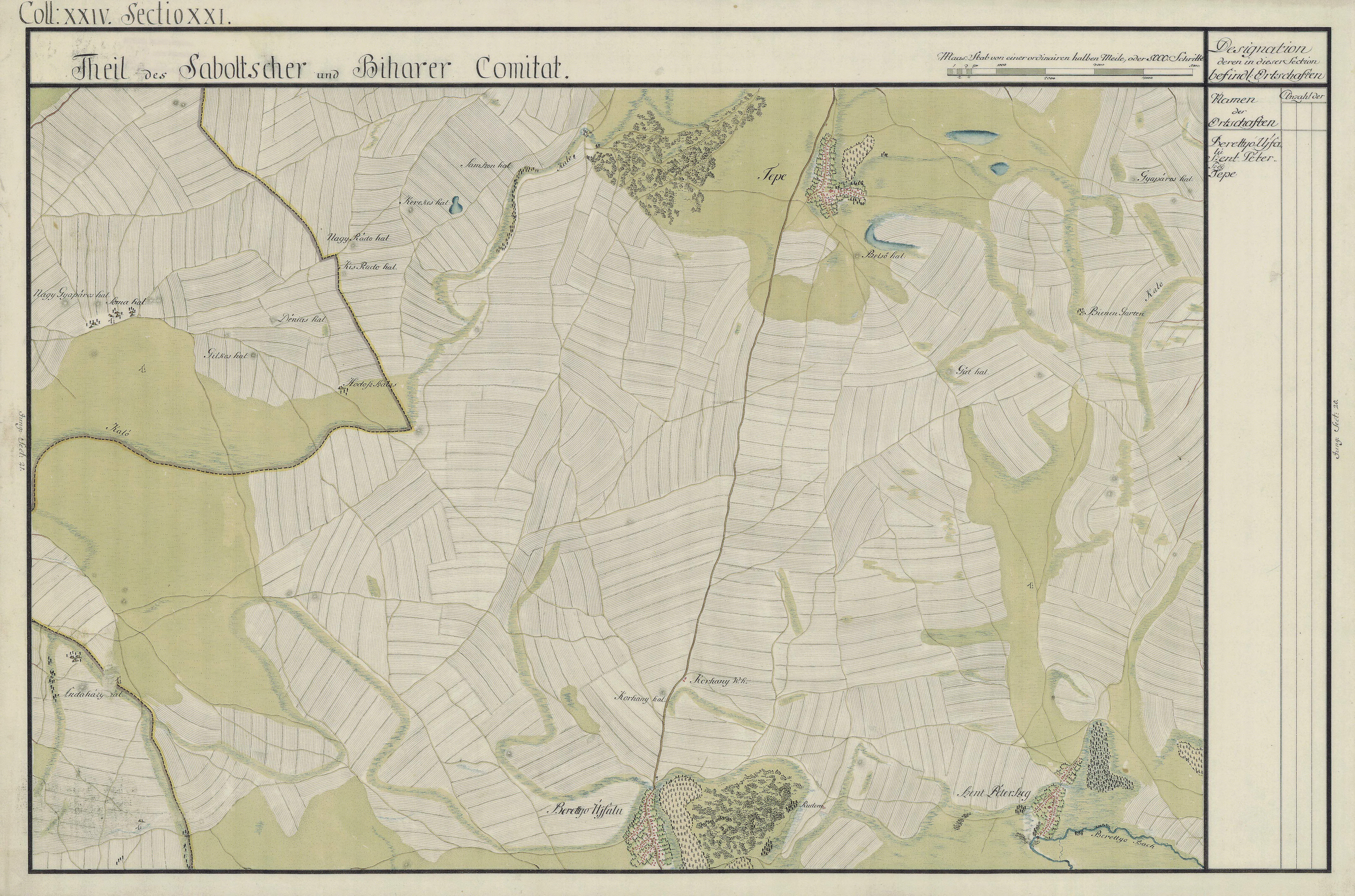
Szent Péterszeg (unten rechts) um 1782 (Aufnahmeblatt der Josephinischen Landesaufnahme)
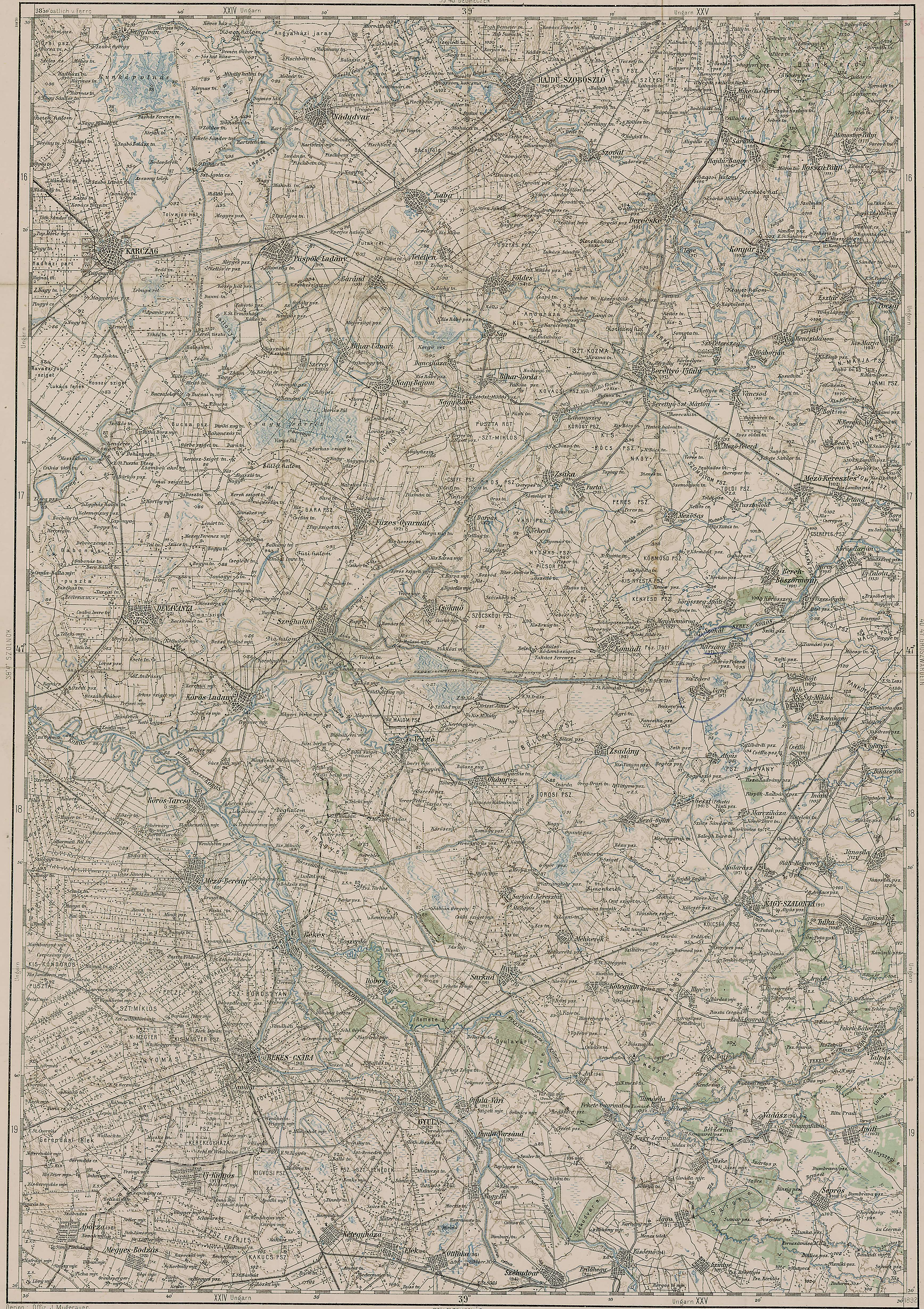
Szt.-Péterszeg (N 47° 14'; O 39° 18') um 1892 (Aufnahmeblatt der Franzisco-Josephinischen Landesaufnahme)

## Persönlichkeiten
- Mihály Rácz (1844–1909), Dichter und Journalist
- Borbála Fekete (1933–1992), Malerin

## Sehenswürdigkeiten
- Reformierte Kirche, erbaut um 1790 im spätbarocken Stil
- Statue von IV. Béla, erschaffen von Lajos Győrfi
- István-Kathó-Gedenktafel, erschaffen von Imre Kurucz
- Denkmal für die Opfer  der Ungarischen Revolution 1848/1849 und der beiden Weltkriege